# Richmond (Queensland)
Pour les articles homonymes, voir Richmond.
Richmond (/ˈɹɪtʃmənd/) est une localité du Queensland occidental en Australie à 1551 km au nord-ouest de Brisbane.
La ville se trouve à 498 km à l'ouest de Townsville et 406 km à l'est du Mont Isa. C'est le centre administratif de Conseil de Comté Richmond. Au recensement 2006, Richmond avait une population de 554 habitants.
Le fleuve Flinders forme la limite nord de la ville.
Traditionnellement, les deux activités les plus importantes dans Richmond sont l'élevage de moutons et de bovins, pourtant le tourisme est un aspect de plus en plus important de l'économie locale.
En plus d'être une étape importante sur la Flinders Highway, la ville possède un musée de fossiles marins après la découverte d'un site paléontologique dans la région.